# Decade of Decadence
Decade of Decadence – pierwszy album kompilacyjny amerykańskiej grupy Motley Crue wydany 1991 roku. Na albumie się znalazły się remiksowana wersja "Home Sweet Home", dwie nowe piosenki Primal Scream, "Angela" i cover grupy Sex Pistols "Anarchy in the UK".

## Lista utworów
| Nr. | Tytuł                                      | Twórcy                                              | Czas |
| --- | ------------------------------------------ | --------------------------------------------------- | ---- |
| 1.  | Live Wire (Kick Ass '91 Remix)             | Nikki Sixx                                          | 3:16 |
| 2.  | Piece Of Your Action (Screamin' '91 Remix) | Vince Neil, Nikki Sixx                              | 4:39 |
| 3.  | Shout at the Devil                         | Nikki Sixx                                          | 3:14 |
| 4.  | Looks That Kill                            | Nikki Sixx                                          | 4:08 |
| 5.  | Home Sweet Home ('91 Remix)                | Vince Neil, Nikki Sixx, Tommy Lee                   | 4:01 |
| 6.  | Smokin' In The Boys Room                   | Cub Koda, Michael Lutz                              | 3:27 |
| 7.  | Girls, Girls, Girls                        | Mick Mars, Nikki Sixx, Tommy Lee                    | 4:29 |
| 8.  | Wild Side                                  | Vince Neil, Nikki Sixx, Tommy Lee                   | 4:40 |
| 9.  | Dr. Feelgood                               | Mick Mars, Nikki Sixx                               | 4:48 |
| 10. | Kickstart My Heart (Live in Dallas, Texas) | Nikki Sixx                                          | 4:57 |
| 11. | Teaser                                     | Tommy Bolin, Jeff Cook                              | 5:16 |
| 12. | Rock N' Roll Junkie                        | Mick Mars, Nikki Sixx, Tommy Lee                    | 4:01 |
| 13. | Primal Scream [utwór wcześniej nie wydany] | Vince Neil, Mick Mars, Nikki Sixx, Tommy Lee        | 4:46 |
| 14. | Angela                                     | Vince Neil, Mick Mars, Nikki Sixx, Tommy Lee        | 3:54 |
| 15. | Anarchy in the U.K.                        | Johnny Rotten, Steve Jones, Glen Matlock, Paul Cook | 3:20 |